# Небијуно
Небијуно (итал. Nebbiuno) је насеље у Италији у округу Новара, региону Пијемонт.
Према процени из 2011. у насељу је живело 977 становника. Насеље се налази на надморској висини од 431 м.

## Становништво
Према резултатима пописа становништва 2011. у општини је живело 1.856 становника.
| 1931. | 1936. | 1951. | 1961. | 1971. | 1981. | 1991. | 2001. | 2011. |
| ----- | ----- | ----- | ----- | ----- | ----- | ----- | ----- | ----- |
| 1.331 | 1.213 | 1.216 | 1.139 | 1.126 | 1.268 | 1.299 | 1.561 | 1.856 |